# Humilladero
 Humilladero  est une commune de la province de Malaga dans la communauté autonome d'Andalousie en Espagne.

## Géographie

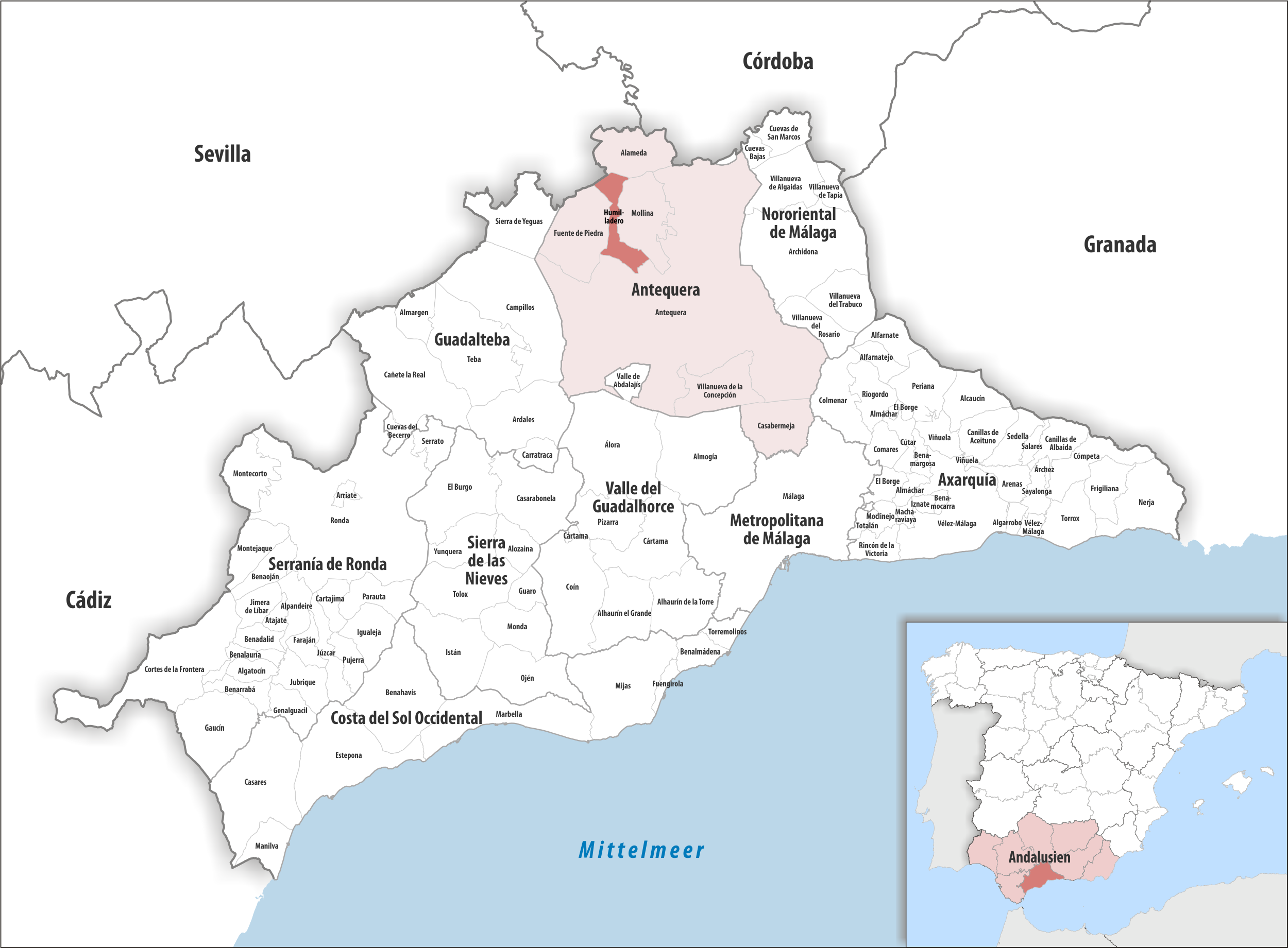
Humilladero dans la comarque Antequera, province de Malaga / en Andalousie

### Localisation
La commune d'Humilladero est dans le nord de la province de Malaga et le nord de la comarque Antequera ; elle jouxte une commune de la province de Séville au nord.
Antequera est à 20 km sud-est ;
Malaga à 72 km sud-est ;
Madrid à 471 km nord ;
Gibraltar à 179 km sud-sud-ouest (distances par route).

### Communes voisines
Humilladero jouxte la comarque Sierra sud de Séville (province de Séville) au nord avec la commune de La Roda de Andalucía. Toutes les communes voisines dans la province de Malaga font partie de la comarque Antequera.

### Hydrographie
Aucun cours d'eau n'arrose la commune ; mais sa pointe nord inclut une partie de l'étang de la Ratosa, partagé avec Alameda ; et une partie de la réserve naturelle de l'étang, également partagée avec Alameda.

## Démographie
| 1991  | 1996  | 2001  | 2004  | 2006  | 2012  |
| ----- | ----- | ----- | ----- | ----- | ----- |
| 2 338 | 2 514 | 2 691 | 2 797 | 3 016 | 3 083 |